# Жупић
Жупић је насељено место у саставу града Петриње, у Банији, Република Хрватска.

## Историја
Жупић се од распада Југославије до августа 1995. године налазио у Републици Српској Крајини.

## Становништво
Насеље је према попису становништва из 2011. године имало 85 становника.
| Националност       | 1991.       |
| Хрвати             | 98 (89,90%) |
| Срби               | 6 (5,50%)   |
| Југословени        | 0           |
| остали и непознато | 5 (4,58%)   |
| Укупно             | 109         |